# Holden Caulfield
Holden Caulfield je fiktivní postava z románu Kdo chytá v žitě amerického spisovatele J. D. Salingera z roku 1951. Po vydání knihy se Caulfieldova postava stala symbolem pro vzpouru a úzkosti dospívajících. V dnešní době patří jeho postava k nejdůležitějším v americké literatuře 20. století.

## Charakteristika
Holden Caulfield je 17letý dospívající chlapec, který podle knihy měří 189 centimetrů a již mu rostou šedé vlasy. Je naivní, cynický, naštvaný na okolní svět a nesnáší pokrytectví. Jeho postoje a chování zaviňují to, že lidé, na kterých mu zaleží a kterým záleží na něm, se od něj postupně vzdalují.
K jeho sourozencům patří bratr D. B. Caulfield, sestra Phoebe a zesnulý bratr Allie.